# Magdalena (New Mexico)
Magdalena ist ein Ort mit 913 Einwohnern (Stand: 2000) im US-Bundesstaat New Mexico im Socorro County.
Bekannt ist der Ort, weil sich mit dem Very Large Array (VLA) eine Anlage aus 27 einzelnen Radioteleskopen auf der Ebene von San Augustin zwischen den Städten Magdalena und Datil befindet.